# 625년

## 연호
- 당(唐) 무덕(武德) 8년
- 신라(新羅) 건복(建福) 42년

## 기년
- 당(唐) 고조(高祖) 8년
- 신라(新羅) 진평왕(眞平王) 47년
- 고구려(高句麗) 영류왕(榮留王) 8년
- 백제(百濟) 무왕(武王) 26년

## 사건
- 10월 27일 - 교황 호노리오 1세, 70대 로마 교황으로 취임.
- 3월 1일 - 동로마 제국의 황제 헤라클리우스, 디야르바키르에서 사산조 페르시아의 군대를 격파하다.

## 사망
- 10월 25일 - 교황 보니파시오 5세, 69대 로마 교황.